# Michail Iwanowitsch Machajew

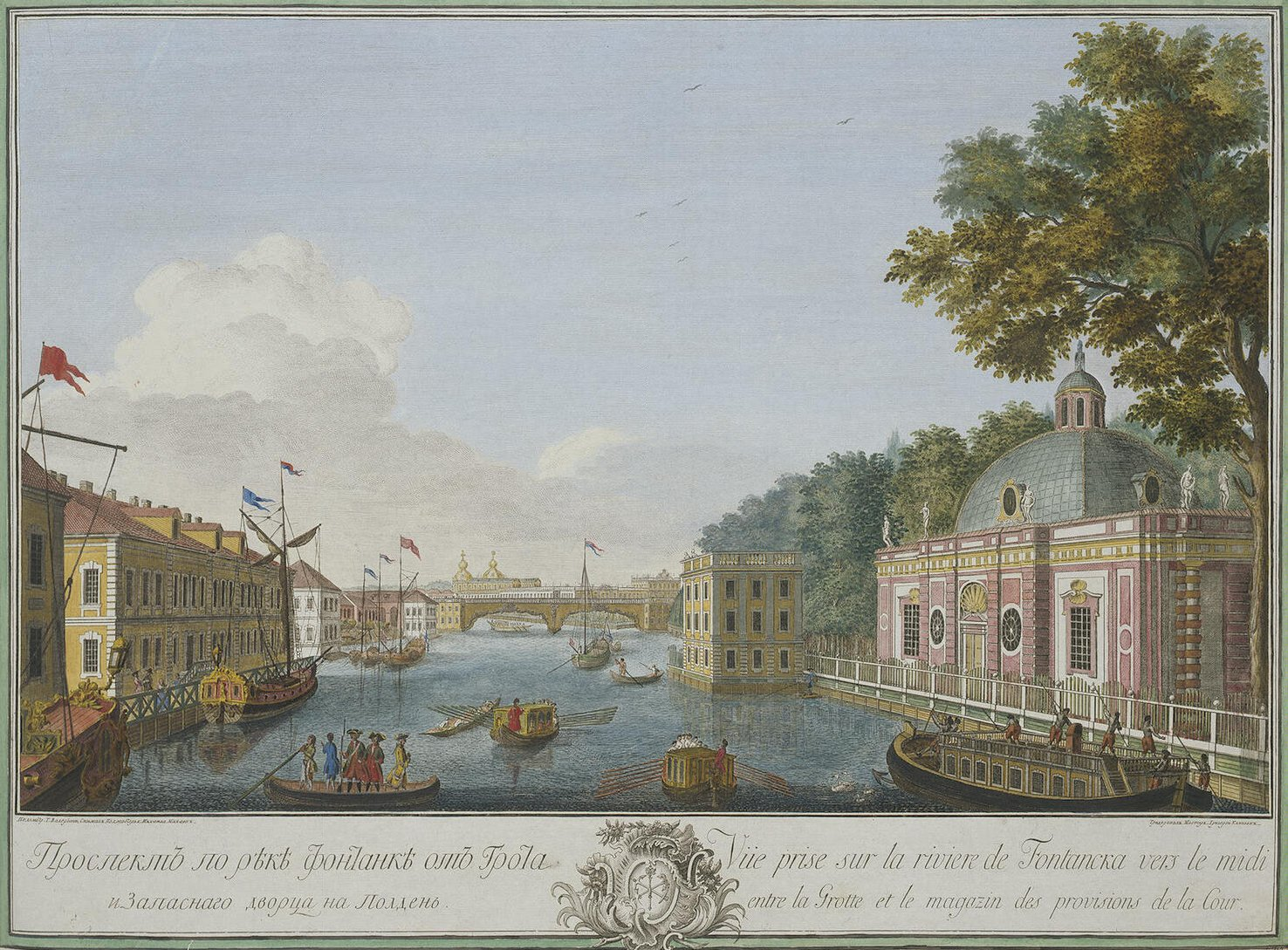
Fontanka

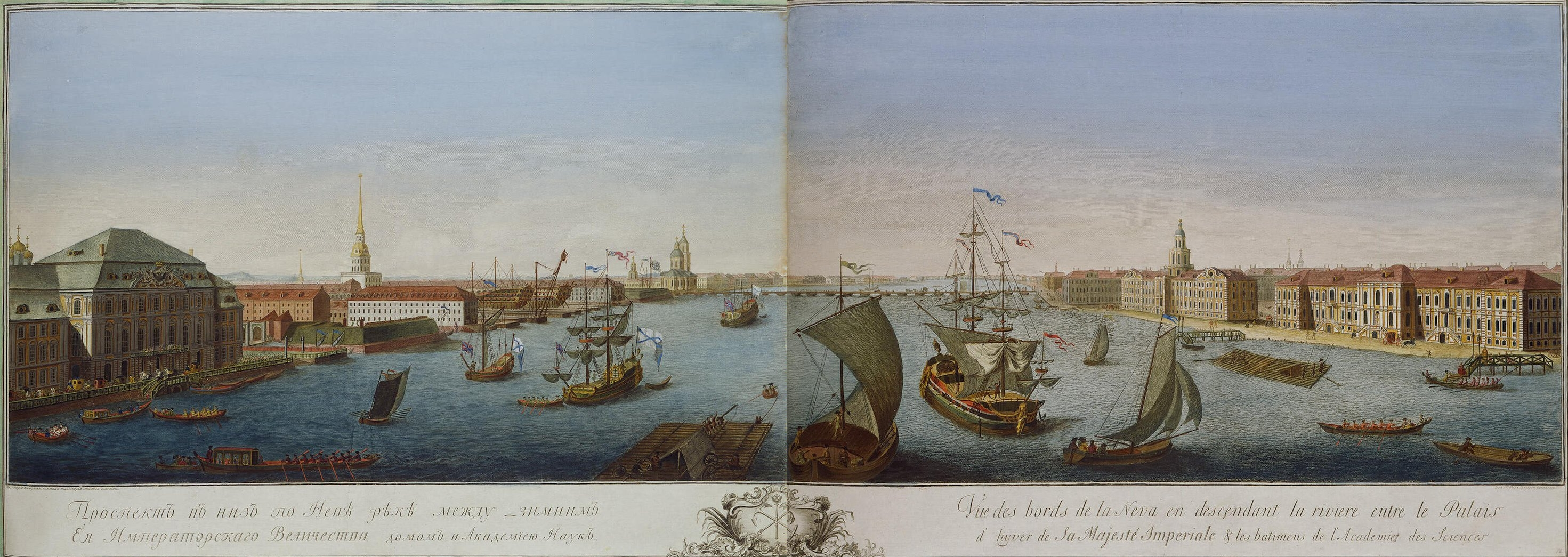
Das neuerbaute Sankt Petersburg und die Newa, Kupferstich von Joseph Valeriani und Michail Iwanowitsch Machajew, 1753

Stadtplan St. Petersburg, 1753, Machajew

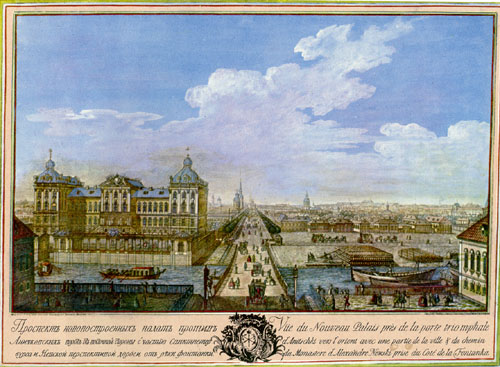
Blick auf den Newski-Prospekt in Richtung Admiralität. Stich von Ja. Wassiljew nach der Zeichnung von M. Machajew (1753)

Michail Iwanowitsch Machajew (russisch Михаил Иванович Махаев, wissenschaftliche Transliteration Michail Ivanovič Machaev; geb. 1716, 1717 oder 1718 in Smolenskoje, Sankt Petersburg; gest. 1770 in Sankt Petersburg) war ein russischer Zeichner, Grafiker und Kartograph, der ein Meister der Zeichnung und des Kupferstiches war, insbesondere von architektonischen Landschaften.

## Leben und Werk
Michail Iwanowitsch Machajew wurden um 1718 in Smolenskoje bei Moskau in einer Priesterfamilie geboren. Er trat 1729 in die Akademische Schule in Sankt Petersburg ein und erlernte Navigation, später Zeichnen und die Prinzipien der Perspektive. Er machte seinen Meister bei den russischen Kupferstechern Iwan Sokolow (1717–1757) und Grigori Katschalow (1711–1759) für die er Karten und Landschaftsansichten gravierte. Er ist vor allem in Erinnerung geblieben für den „Plan der Hauptstadt St. Petersburg“ (1753 und später veröffentlicht, nach Giuseppe Valeriani bei Imperatorskoi Akademii Nauk: „Plan stolichnago goroda Sanktpetersburga. Plasn de la Ville de St. Petersbourg avec ses principales Vües“, Petersburg), auch seine Details zum Anwesen des Grafen Scheremetjew (1713–1788) in Kuskowo (1779), sowie andere Ansichten von Sankt Petersburg und Moskau, auch vom anderen russischen Städten und von sibirischen Städten (siehe auch die Illustrationen zur Großen Nordischen Expedition, 1733–1743). Für die Kratkaya Rossiyskoy imperii geografiya [Brief Geography of the Russian Empire] (St. Petersburg, 1773, 2. A.) von Bacmeister (1730–1806) steuerte er die Stiche der „General map of the Russian Empire and Maps of Provinces engraved“ bei.
Bei seinen Illustrationen ging er so vor, dass die Ansichten mit der Camera obscura projiziert wurden, wobei Linse und Spiegel relevante Bilder auf das Papier projizierten. Die Kamera stand auf einem Stativ, umschlossen in einer beweglichen Kiste.
Den Ruhm eines Meisters der Landschaftsarchitektur erwarb er sich durch eine Reihe von 12 gravierten Veduten, die in einem Album gesammelt wurden (1753). Er machte auch Zeichnungen mit Ansichten der Zarenresidenzen in Zarskoje Selo (heute Puschkin), Peterhof (heute Petrodworez) und Oranienbaum (heute Lomonossow).